# Адуліс (футбольний клуб)
Футбольний клуб «Адуліс» — еритрейський футбольний клуб із міста Асмера. Клуб проводить домашні матчі на стадіоні «Чічеро» місткістю 6 тисяч глядачів. Клуб грає в Прем'єр-лізі Еритреї, та є триразовим чемпіоном країни.

## Титули і досягнення
- Чемпіон Еритреї (3): 1996, 2004, 2006